# Gigantoraptor
Gigantoraptor is een geslacht van theropode dinosauriërs, behorend tot de groep van de Oviraptorosauria, dat tijdens het Late Krijt in het gebied van het huidige Binnen-Mongolië voorkwam.
Het fossiel van Gigantoraptor werd in 2005 bij toeval gevonden tijdens televisieopnamen van een opgraving. Het dier kreeg in 2007 zijn naam, die "gigantische rover" betekent, toen de typesoort Gigantoraptor erlianensis benoemd werd. Er is maar één gedeeltelijk skelet van de soort opgegraven en daarvan ontbrak de schedel. Daarom is het niet duidelijk of Gigantoraptor tot de Oviraptoridae of de Caenagnathidae behoort.
Gigantoraptor was een reusachtig dier en de grootste bekende oviraptorosauriër. Hij had een lengte van ruim acht meter en een gewicht van een kleine twee ton. Gigantoraptor leek veel op een vogel. Hij liep op zijn achterpoten, was warmbloedig en had een verenkleed met een soort vleugels. Met zijn korte bevederde staart en korte tandeloze kop, voorzien van een snavel, aan het uiteinde van een lange hals had hij wel iets van een gigantisch hoen weg. Vermoedelijk was Gigantoraptor, ondanks zijn naam, een planteneter maar het is niet bekend waaruit zijn voedsel precies bestond.

## Vondst en naamgeving
In april 2005 bezocht een Japanse televisieploeg een groeve bij Saihangaobi, in de regio Sonid Zuoqi, waar sinds 2001 talrijke resten van de titanosaurische sauropode Sonidosaurus werden opgedolven. Men vroeg de paleontoloog Xu Xing voor het oog van de camera de eerste vondst van een bot uit de vindplaats na te spelen. Xu stemde hierin toe en begon een fossiel op te graven. Toen hij ermee klaar was, bekeek hij het nieuwe fragment wat nauwkeuriger en kwam tot de conclusie dat voor het eerst in vier jaar beenderen van een andere gewervelde dan de sauropode aan het licht gebracht waren: het fossiel, een dijbeen, vertegenwoordigde een nog onbekende soort, een reusachtige theropode die in grootte met Sonidosaurus overeenkwam.
De typesoort Gigantoraptor erlianensis is in 2007 beschreven door Xu, Tan Qingwei, Wang Jianmin, Zhao Xijin en Tan Lin. De geslachtsnaam is afgeleid van het Latijnse giganteus, "reusachtig" en raptor, "rover". De soortaanduiding verwijst naar de herkomst nabij de stad Erlian en uit het Erlianbekken.
Het holotype LH V0011, werd eerst gezien als afkomstig uit lagen van de Erlianformatie die vermoedelijk dateert uit het Santonien-Campanien, ruwweg 85 miljoen jaar geleden, maar is later herijkt tot de jongere Iren Dabasoe-formatie die dateert uit het Campanien-Maastrichtien, ongeveer zeventig miljoen jaar oud. Het bestaat uit fragmenten van een enkel skelet zonder schedel maar met onderkaken. Bewaard zijn gebleven: de mandibula; een wervelboog van een achterste halswervel; acht stukken ruggenwervel; verschillende ribben; buikribben; het sacrum; zevenentwintig staartwervels; veertien chevrons; een stuk rechterschouderblad; een vorkbeen; een borstbeen; een opperarmbeen; een ellepijp; een spaakbeen; een radiale; een halvemaanvormig carpale; een hand; een stuk darmbeen; beide schaambeenderen; een dijbeen; een scheenbeen, een kuitbeen en een voet. Het specimen maakt deel uit van de collectie van het Long Hao Geologic and Paleontological Research Center.
De benoeming van Gigantoraptor kreeg veel aandacht van de internationale pers. Vanwege het bizarre uiterlijk is het dier bij het grote publiek van de vele honderden dinosauriërsoorten die in de eenentwintigste eeuw ontdekt zijn een van de bekendste geworden.
In 2017 werd de onderkaak in detail beschreven.

## Beschrijving

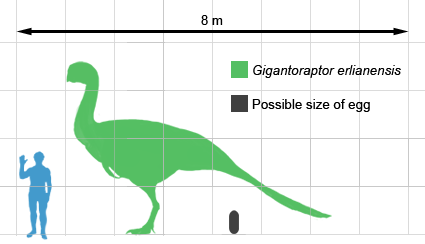
Een groottevergelijking met een mens samen met een Macroelongatoolithus-ei

### Algemene bouw en grootte
Gigantoraptor is een gigantische oviraptorosauriër: met een lengte van acht meter, een rughoogte van drie meter en een geschat gewicht van 1400 kilogram, is hij verreweg het grootst bekende lid van de groep, waarvan de andere ontdekte leden vrij kleine dieren waren, sommigen driehonderd keer lager in massa. In 2010 schatte Gregory S. Paul het gewicht zelfs op twee ton; de schatting van Xu was namelijk gebaseerd geweest op een extrapolatie van de omtrek van het dijbeen, 349 millimeter, de formule van John F. Anderson toepassend: {\displaystyle {\text{Gewicht in grammen}}=0{,}16\cdot Cf^{2{,}73}}, welke verhouding echter afgeleid was van een groot aantal gewervelden waarbij natuurlijk geen rekening gehouden kon worden met het feit dat het dijbeen van Gigantoraptor relatief dun was ten opzichte van het lichaam als geheel. Groeilijnen van de botten van het holotype duiden op een leeftijd van slechts elf jaar zodat het gevonden exemplaar een subadult was die volwassen zelfs nog iets groter had kunnen worden. Xu stelde in 2007 dat Gigantoraptor het grootste bekende lid van de Maniraptora was, inclusief de vogels, maar liet daarbij de op basis van fragmentarische resten beschreven Therizinosaurus buiten beschouwing die vermoedelijk nog eens drie maal groter is. Ook overschatte hij de rughoogte op drieënhalve meter doordat de achterpoot te gestrekt gereconstrueerd werd. In 2017 sloot Xu zich aan bij Pauls gewichtschatting.
Ondanks de enorme afmetingen, zijn de proporties van het dier niet heel verschillend van die van zijn verwanten, met een korte staart, zeer lange poten en armen en een gedrongen schedel gedragen door een lange nek.

### Onderscheidende kenmerken

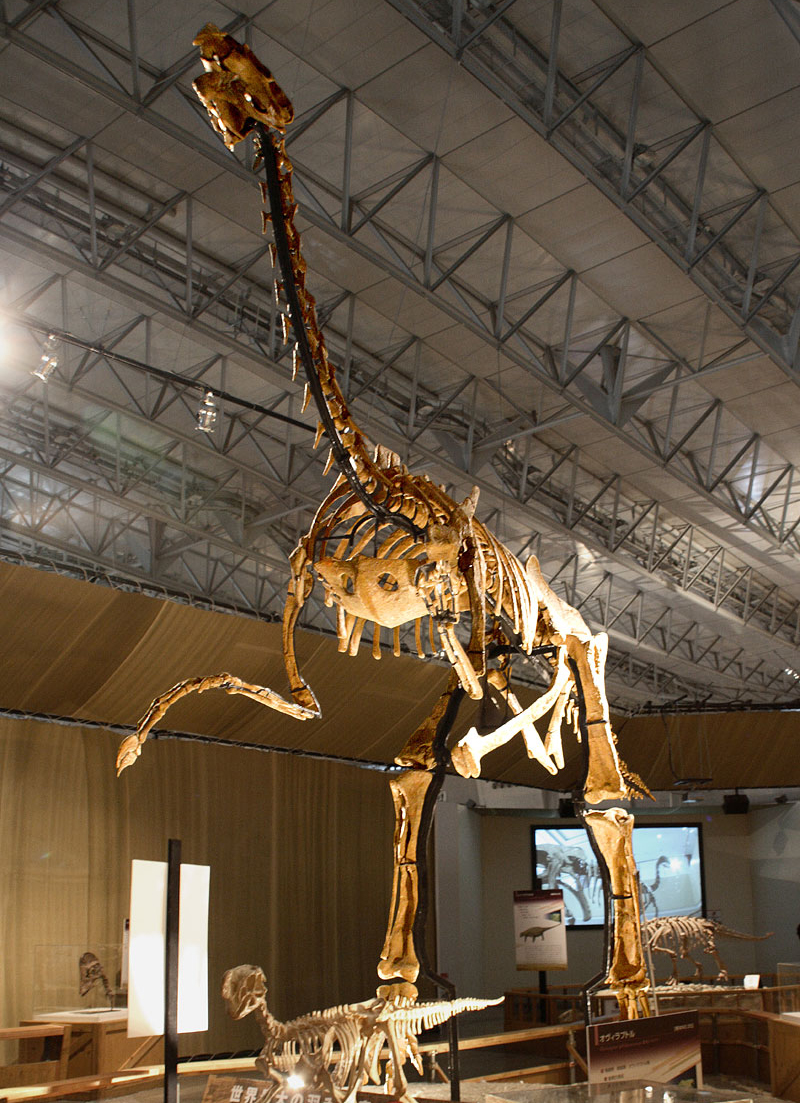
Een reconstructie van het skelet

Omdat het benoemende artikel in het blad Nature gepubliceerd werd, dat sterke beperkingen oplegt aan de lengte ervan, bevatte het geen zeer grondige beschrijving. In het kader van een fylogenetische analyse codeerden de beschrijvers echter wel een groot aantal onderscheidende kenmerken en die somden ze in het artikel op als een diagnose. De onderkaak heeft minder dan 45% van de lengte van het dijbeen. Het buitenste oppervlak van het dentarium heeft een groeve die tot bijna aan de punt doorloopt; deze groeve wordt overhangen door een richel die tot iets voor en boven de buitenste zijopening van de onderkaak reikt. De onderste achterste tak van het dentarium is zeer lang en loopt tot onder het middenkaakgewricht. Het articulare heeft een achterste uitsteeksel dat naar achteren toe versmalt en veel hoger is dan breed. De voorste staartwervels zijn opisthocoel: van voren bol en van achter hol; de achterste staartwervels zijn daarentegen juist procoel: van voren hol en van achteren bol. De voorste staartwervels hebben op het zijoppervlak een paar boven elkaar liggende pneumatische openingen. De voorste en middelste staartwervels hebben op de onderkant een grote pneumatische opening. De voorste staartwervels hebben hoge doornuitsteeksels, ongeveer drie maal hoger dan de basis lang is, en robuuste en staafvormige zijuitsteeksels die tamelijk ver achteraan geplaatst zijn. De voorste staartwervels hebben een onderste achterrand die aanzienlijk uitsteekt en zijn voorzien van een complex systeem van zes richels op hun zijwanden. De middelste staartwervels hebben voorste gewrichtsuitsteeksels die zo lang zijn dat hun verticale gewrichtsfacetten nog meer vooraan liggen dan de achterkant van de voorste uitsteeksels van de voorliggende wervel. Het schouderblad heeft op het buitenste oppervlak een opvallende bolling onder de processus acromialis. Het opperarmbeen is naar buiten gebogen en heeft een opvallende bolvormige kop. De deltopectorale kam is sterk naar de binnenkant van het opperarmbeen gedraaid en over de achterrand van de bovenste helft van de schacht loopt een dikke richel die middenin vernauwt. De ellepijp heeft een min of meer cirkelvormig bol bovenste gewrichtsoppervlak. Het spaakbeen heeft een bolvormig onderste uiteinde. Het eerste middenhandsbeen heeft aan het onderste uiteinde een enigszins bolle rand aan de zijde die naar het lichaam gekeerd is; de gewrichtsknobbel aan die kant is drie keer zo hoog als breed en steekt veel verder naar onderen uit dan de gewrichtsknobbel aan de andere zijde. Het tweede middenhandsbeen heeft aan het boveneind een opvallende verhoging aan de bovenste zijkant die van het lichaam af gericht is en een lengtegroeve op de onderrand van het bovenste derde deel van de schacht. De handklauwen hebben zijgroeven die een driehoek vormen. Het schaambeen is zijdelings samengedrukt. Het dijbeen heeft een rechte schacht en een vernauwde nek terwijl de bolle kop naar het midden en iets naar achteren gedraaid is. De kam van de trochanter is van voor naar achteren breed, robuust en van voren hoger dan van achteren met een nauwe groeve aan de zijde van het lichaam die doorloopt tot aan de achterrand van de dijbeenschacht. Op het midden van de onderste voorkant van het dijbeen bevindt zich een groeve. Het sprongbeen is zo breed dat het het calcaneum aan de voorzijde helemaal bedekt. De onderkant van het vierde middenvoetsbeen heeft op de buitenste zijkant een naar boven gericht uitsteeksel. Het derde middenvoetsbeen heeft onderaan een scharniergewricht. De teenklauwen hebben twee zijgroeven en een toegeknepen bovenste gewrichtsvlak.

### Skelet

#### Onderkaken
De eigenlijke schedel is volledig onbekend. Uitgaande van gedachte dat het een oviraptoride betrof, toonden de meeste reconstructies een bolle kop met een vooraan geplaatste kam. Die werd voorzichtigheidshalve vrij laag aangegeven, maar sommige oviraptoriden hadden zeer hoge schedelkammen. Latere fylogenetische analyses geven aan dat Gigantoraptor ook tot de Caenagnathidae behoord kan hebben: in dat geval is het aannemelijker dat de kam meer naar achteren op de schedel stond. De onderkaken zijn tandeloos en dat zal ook voor de bovenkaken gegolden hebben; het dier was hoogstwaarschijnlijk uitgerust met een hoornsnavel. De kaken zijn een halve meter lang, vormen met elkaar van boven bezien een haast rechthoekige mandibula en tonen de typische bolle kaakrand die impliceert dat ook de schedel gekromd zal zijn, in dit geval hol. De onderkaken zijn ook erg hoog, vooral vooraan waar een massief dentarium gevormd wordt met vooraan zowel een opstekende kaakpunt als onderaan een "kin". Dit os dentale is in absolute zin het hoogste van de Oviraptorosauria en relatief het hoogste van alle bekende Caenagnathidae. Het buitenoppervlak van het dentarium vormt geen vlakke maalplaat: net boven de kin bevindt zich een diepe opening; daar schuin boven en achter gaat de omgevende uitholling daarvan over in een zich verbredende trogvormige groeve die tot aan de bovenste kaakrand doorloopt. De bovenrand van die trog is ook nog eens verdikt tot een opvallende richel. De buitenste zijopening van de onderkaak, de fenestra mandibularis externa, ligt tamelijk achteraan en is relatief klein en langwerpig met een holle bovenrand; er steekt geen punt van het surangulare in uit. Het dentarium vult zo een belangrijk deel van de bolling op, wat de onderkaak versterkt; het naar achteren doorlopen van de onderste tak van het dentarium immobiliseert het middengewricht en verstijft zo de constructie nog verder. Daarbij is het kaakgewricht zwaargebouwd, hol en zeer breed waarbij de beide gewrichten elkaar bijna in het midden raken. Het geheel lijkt een aanpassing te zijn aan een krachtige kauwfunctie.
Sommige kenmerken van de onderkaak van Gigantoraptor doen zeer basaal of zelfs caenagnathide aan en zijn niet bij (andere) oviraptoriden gevonden. Het angulare is lang en dun en niet vergroeid met het vrij lage surangulare, waaraan een hoog uitsteeksel ontbreekt. Het korte en hoge articulare is op een sokkel gevormd door het angulare geplaatst wat onder de oviraptoriden alleen Citipati toont. Het gewrichtsvlak wordt in tweeën gedeeld door een in de lengterichting lopende hoge richel. Het uitsteeksel aan de achterkant van het articulare is kort en hoog en overdwars bijzonder dun. Het uiteinde ervan wordt gevormd door het surangulare in plaats van het angulare, terwijl bij de oviraptoriden het omgekeerde het geval is. De samengroeiing of symfyse (symphysis mandibulae) van de onderkaken vooraan is zeer breed en schepvormig; de naar achter lopende beenplaat beslaat meer dan een vijfde van de lengte van de onderkaak; bij oviraptoriden is dat minder. Deze symfyse is ook naadloos vergroeid; die van oviraptoriden toont steeds een beennaad. De symfyse heeft bovenop achteraan een trogvormige uitholling met meer vooraan een patroon van richels die over de binnenkanten van de dentaria doorlopen, in tegenstelling tot het veel gladdere oviraptoride oppervlak.
Het kaakgewricht lijkt een propalinale beweging, van voor naar achter, toe te staan.

#### Postcrania

##### Wervelkolom

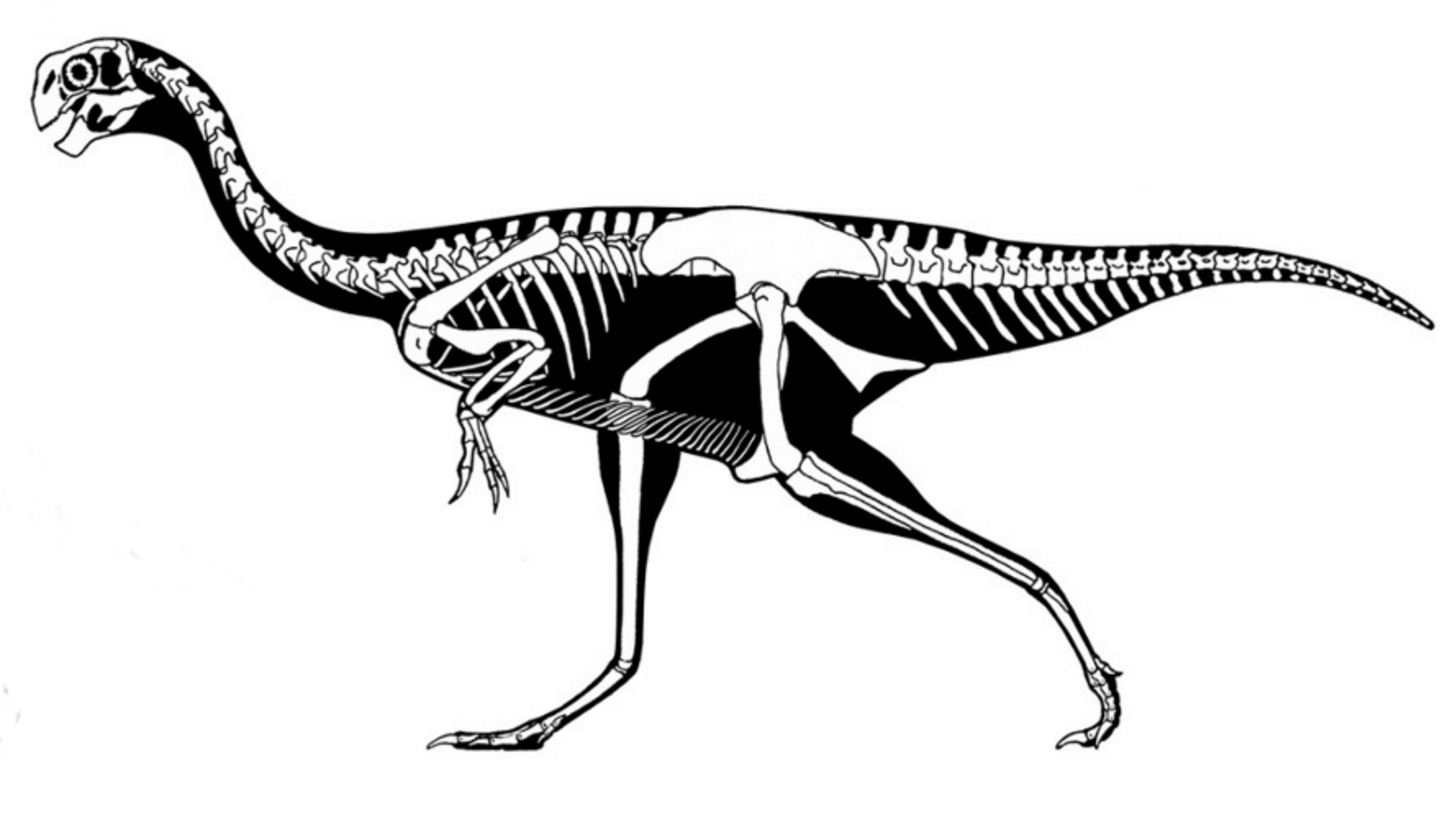
Een diagram van het skelet

De voorste wervelkolom is slecht bekend. De meeste halswervels ontbreken en de bewaarde ruggenwervels zijn zwaar beschadigd doordat de hele bovenkant is weggeërodeerd. De hoogte van de doornuitsteeksels kan daardoor niet vastgesteld worden. Wel is duidelijk dat hun wervellichamen vrij lang zijn. Uit de ribfragmenten blijkt verder dat de borstkas nogal laag is. Ondanks zijn veel grotere absolute omvang heeft Gigantoraptor daarmee een relatief slanker torso dan andere oviraptorosauriërs en is geen speciaal volumineus dier. Ook de bovenkant van de sacrale wervels is verdwenen. De voorste staartwervels tonen daarentegen hoge doornuitsteeksels. Dit kan duiden op een zware musculatuur van de staartbasis maar de overeenkomende chevrons aan de onderkant van wervels zijn niet evenredig verlengd; het kan dus zijn dat ze de achterste uitloop zijn van een wat hogere kam op de onderrug. De doornuitsteeksels blijven ongeveer gelijk in breedte terwijl ze naar voren buigen om in een ronde punt te eindigen. Aan hun achterzijde zijn ze trogvormig uitgehold waarbij de groeve begrensd wordt door uitstekende richels. Van de tamelijk korte wervellichamen van de voorste staartwervels is de achterkant sterk uitgehold met een dikke rand aan de onderzijde van de uitholling. Aan de zijkanten bevindt zich een patroon van hoge richels maar die zijn minder opvallend dan de twee grote diepe uithollingen of pleurocoelen: een spoelvormige meer onderaan die vrijwel de hele oppervlakte beslaat met een groot pneumatisch foramen in het midden en daar achter en boven geplaatst een cirkelvormige; de linker- en rechterpleurocoelen ontmoeten elkaar aan de achterkant van de wervelboog en knijpen die zo toe. De onderzijde van het wervellichaam is zadelvormig hol met in de holte een diepe pleurocoel waarin weer een pneumatisch foramen. Deze configuratie van pleurocoelen is uniek onder de Theropoda. Eigenaardig is de verstijving van de staart. De vorm van de voorste staartwervels dwingt de staartbasis omhoog en beperkt een neerwaartse buiging; op de middelste staartwervels beperken de verlengde voorste werveluitsteeksels een zijwaartse kromming. Terwijl deze prezygapofysen zeer lang en hoog zijn en schuin omhoog naar voren steken, steken de doornuitsteeksels schuin omhoog naar achter zodat een gevorkte structuur ontstaat op een sokkeltje op de vooraan geplaatste wervelboog. De ten opzichte van de voorste vrij langwerpige middelste staartwervels hebben een foramen pneumaticum net boven de rand van de onderkant en in een diepe trogvormige uitholling op de onderkant. De achterste staartwervels hebben nog zijuitsteeksels, die laag geplaatst zijn. Ze hebben geen pneumatische foramina maar dat betekent niet dat ze uit massief bot zijn opgebouwd: intern is het doortrokken van kleine luchtholten zodat een sponsachtige structuur ontstaat. Xu zag dit als een aanpassing om gewicht te besparen; eenzelfde bouw hebben vaak de wervels van sauropoden. De staart als geheel is tamelijk kort.

##### Ledematen

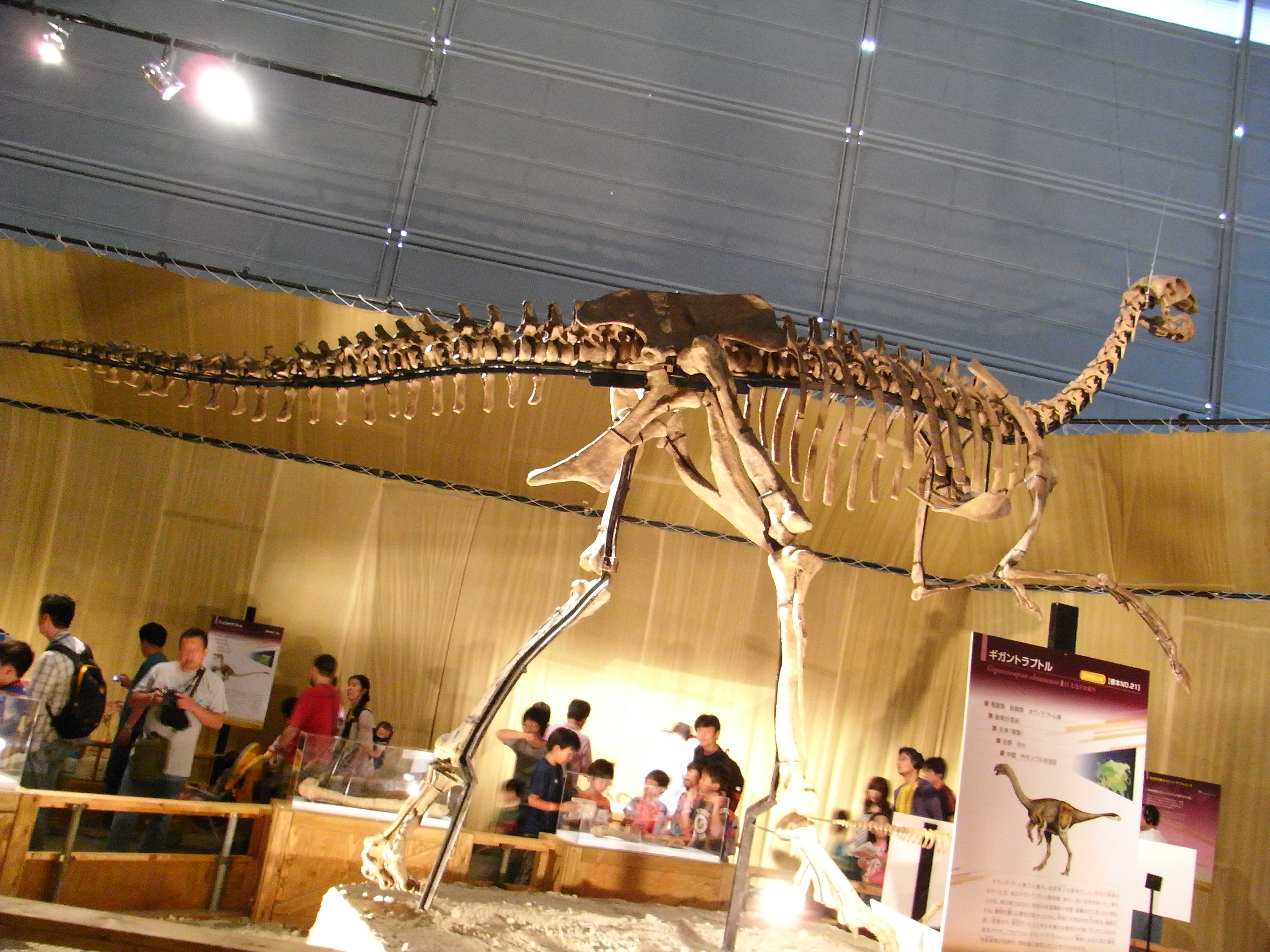
Het skelet van de achterkant

De vorm van de schoudergordel is door het ontbreken van het ravenbeksbeen lastig te bepalen. Het schouderblad heeft een robuuste onderkant. Een delicaat vorkbeen verbindt bovenaan de beide helften van de gordel. Onderaan maken trapeziumvormige borstbeenderen met een opvallende cirkelvormige opening in het blad de beide helften van een stevig sternum uit. De voorpoot van Gigantoraptor is langer ten opzichte van de achterpoot dan bij enig (ander) bekend lid van de oviraptoriden. Ten opzichte van de romp is daarentegen die van Citipati langer, welke soort echter erg lange achterpoten heeft. De arm is niet bepaald robuust gebouwd. Bovenarm en onderarm zijn slank van constructie en tamelijk kort; alleen de, ook weer slank gebouwde, hand maakt de voorpoot zo lang: de manus heeft een lengte van een meter. Het zijdelings bekeken zeer sterk gekromde opperarmbeen heeft een vrij lage deltopectorale kam wat zou kunnen duiden op een zwakke musculatuur. Die kam is echter bijna over de schacht gewikkeld zodat het aanhechtingsvlak voor de spieren toch groter is dan de pure hoogte indiceert. In de lengterichting van het lichaam bezien is de schacht juist erg recht: de voorkant is wat verbreed; de achterkant vormt een rand die naar onderen toe steeds scherper wordt. Het opperarmbeen heeft een bolle kop; doordat het ontbreken van het coracoïde inhoudt dat ook de onderste helft van het schoudergewricht onbekend is, blijft het onzeker of die bolling duidt op een vergrote of juist verkleinde beweeglijkheid van de arm. Het spaakbeen is even lang als de ellepijp. De pols bevat een halvemaanvormig beentje dat toestaat dat de hand en daarmee de vleugel ingeklapt kan worden. In de middenhand is het eerste middenhandsbeen erg kort en ook zwakgebouwd. Het draagt onderaan smalle gewrichtsknobbels waarvan die aan de zijde van het tweede middenhandsbeen veel langer is zodat de duim sterk naar buiten gericht staat. Het eerste kootje van de eerste vinger is wel het langste element van de hand maar ook weer tamelijk slank. De uitstaande duim diende dus kennelijk niet als steekwapen en de duimklauw is, hoewel van een aanzienlijke absolute lengte, ook niet bijzonder krachtig. Wellicht dat een half-opponeerbare grijpende beweging mogelijk was. Ook de andere twee vingers zijn lang en slank met vrij lange, spitse en platte klauwen. De formule van de vingerkootjes is 2-3-4-0-0.
In het bekken is de vorm en hoogte van het darmbeen niet goed vast te stellen daar dit samen met de rest van het allerbovenste torso verdwenen is. Wel is waarneembaar dat er aan voor- en achterkant van het blad een afhangende punt is. Het schaambeen steekt bovenaan eerst iets naar beneden en buigt dan in een geleidelijke curve naar voren om te eindigen in een kleine afgeronde voet. Wat van het bekken bekend is — het zitbeen ontbreekt — doet zo toch erg oviraptoride aan: de caenagnathiden hebben een kort en hoog darmbeen en een recht en scherp eindigend schaambeen. Het dijbeen is in zijaanzicht vrij recht en niet al te robuust met een minimale schachtomtrek die maar 32% bedraagt van de lengte. Het heeft een lengte van 110 centimeter en is daarmee iets korter dan het scheenbeen dat 118 centimeter lang is. Het scheenbeen is stevig, recht en vrij breed. Het sprongbeen overgroeit de onderste voorkant ervan over een lengte van bijna een halve meter; onderaan is deze astragalus zeer breed. Bovenaan heeft het scheenbeen een krachtige crista cnemialis voor de strekking van het been. Ook het kuitbeen is boven breed maar versmalt snel tot een dunne schacht. De middenvoet is redelijk lang met een lengte van 583 millimeter. Er is een rudimentair vijfde middenvoetsbeen en een laag op de schacht van het tweede aangehecht eerste middenvoetsbeen. De drie dragende tenen zijn lang en robuust met krachtige en vrij gekromde teenklauwen; deze lijken meer aan een verdedigende dan een lopende functie aangepast. Dit wordt bevestigd door hun hoge basis en de aanwezigheid van dubbele zijgroeven die achteraan uiteenwijken. Het voorlaatste kootje van de derde teen had daarbij een scharniergewricht wat de derde, grootste, klauw een verhoogde mate van verticale beweeglijkheid gaf. Inclusief hoornschacht moet deze een lengte over de buitenste kromming van zo'n dertig centimeter bezeten hebben.

### Weke delen
De pneumatisering van de wervels wijst erop dat de ademhaling verliep via een systeem van luchtzakken die de lucht steeds in één richting door de stijve longen persten. Dit is een sterke aanwijzing voor warmbloedigheid; dat de pneumatisering zeer uitgebreid was, is een teken dat de stofwisseling extra hoog kan zijn geweest.
Bij het fossiel van Gigantoraptor zijn geen afdrukken of omzettingsresten van veren gevonden. Xu stelde de vraag of Gigantoraptor bevederd was expliciet aan de orde en meende dat dit wel het geval was. Weliswaar had, in tegenstelling tot de kuikens die vrijwel zeker met veren of dons waren uitgerust, een volwassen dier gezien zijn omvang om warm te blijven geen veren meer nodig voor isolatie, maar Xu wees erop dat ook grote huidige loopvogels als de struisvogel gewoon bevederd zijn. De veren zouden verder ook gebruikt kunnen zijn om bij het broeden de eieren op temperatuur te houden of in een signaalfunctie voor communicatie binnen de soort. Misschien dat de staart van Gigantoraptor verstijfd was om met een staartwaaier van lange penveren door een meer abrupte beweging opvallender signalen te geven, bijvoorbeeld tijdens de balts. Ook de armen kunnen uitgerust zijn geweest met slagpennen die dan ware vleugels gevormd zouden hebben. Zelfs als die de lengte van de hand hadden verdubbeld, wat een vleugelspanwijdte van ruim zeven meter had opgeleverd, zou een reus als Gigantoraptor daar vanzelfsprekend niet mee hebben kunnen vliegen. Van kleur of tekening van de veren is niets bekend. Mocht Gigantoraptor inderdaad een schedelkam hebben bezeten, kan die fel gekleurd zijn geweest. Xu liet zijn collega Xing Lida, die tevens illustrator is, de soort in het beschrijvende artikel weergeven zonder schedelkam, met staartwaaier, met armveren maar zonder handveren en met bruine contourveren op het lichaam. Veel latere illustraties volgen dit patroon.

## Fylogenie

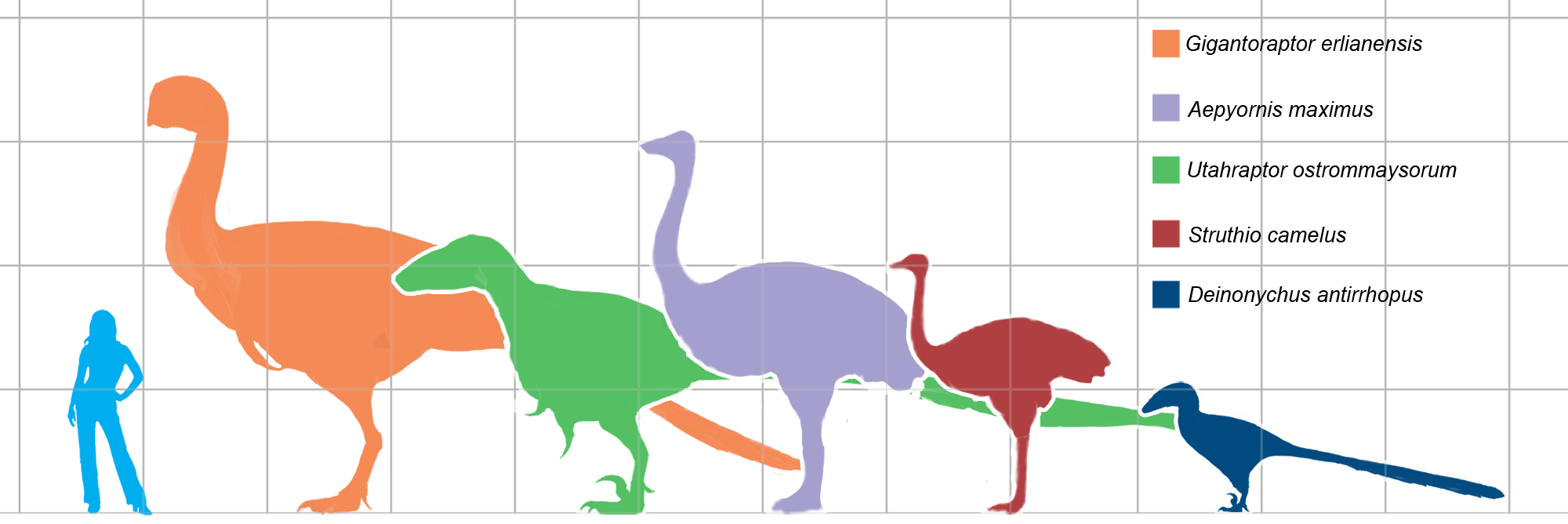
Ondanks dat het dier tot de grootste van de Maniraptora behoort, meende Xu dat Gigantoraptor vrij direct zou kunnen afstammen van een vliegende voorouder en misschien zelfs een echte vogel is

Gigantoraptor werd door de beschrijvers in de Oviraptorosauria geplaatst; een exacte kladistische analyse wees meer bepaald een basale positie in de Oviraptoridae uit. Dit hoeft niet te betekenen dat deze groep met grote soorten begon; het is waarschijnlijker dat Gigantoraptor een zijtakje vormt dat apart zulke grote afmetingen ontwikkelde. Volgens Xu had Gigantoraptor meer vogelachtige kenmerken, zoals de langere handen en hogere voorpoot-achterpoot-verhouding van 60%, dan latere leden van de groep, wat zou duiden op een mogelijke afstamming van een vliegende voorouder die veel kleiner zou zijn geweest dan Gigantoraptor die groter is dan enige bekende vogel; nog basalere leden van de ruimere groep Oviraptoroidea hebben die echter voor zover bekend niet. Kenmerken van Gigantoraptor die volgens Xu op die van de Eumaniraptora waaronder de vogels leken, waren verder: voorste staartwervels die breder zijn dan hoog; een schouderblad dat aan het bovenuiteinde niet verbreed is; een rond onderste uiteinde van het spaakbeen; een eerste middenhandsbeen dat korter is dan een derde van het tweede middenhandsbeen en smaller; een over de bijna volle lengte zijdelings ingedrukt en plaatvormig schaambeen; een dijbeen met een ronde kop op een ingesnoerde nek; de vorm van de kam van de trochanter major; het ontbreken van een vierde trochanter op de achterkant van het dijbeen; een ondiepe fossa poplitealis op het dijbeen, aan de buitenzijde begrensd door een lage richel; de twee richels op de zijkanten van de onderkant van het scheenbeen zijn ongeveer even lang; het onderaan brede sprongbeen; het uitsteeksel op het vierde middenvoetsbeen. Deze kenmerken zijn volgens Xu niet noodzakelijk een gevolg van convergente evolutie: ze bevestigen een lang door hem gekoesterde hypothese dat de Oviraptorosauria echte vogels zijn, een variant van de zogenaamde Pauliaanse Hypothese in het debat over de oorsprong van de vogels.
In 2010 had een analyse van Nicholas Longrich echter als resultaat dat Gigantoraptor tot een andere aftakking van de oviraptorosauriërs behoorde: de Caenagnathidae. Dit was mede gebaseerd op de kenmerken van de onderkaak. Als caenagnathide zou Gignatoraptor minder sterk in grootte met zijn directe verwanten verschillen: Chirostenotes kon ongeveer een halve ton zwaar worden.
Het volgende kladogram toont een mogelijke positie in de evolutionaire stamboom.
|  | Chirostenotes pergracilis                                             |
|  |                                                                       |
|  | \| \| Caenagnathus collinsi \| \| \| \| \| \| Anzu wyliei \| \| \| \| |
|  |                                                                       |
|  | Caenagnathus collinsi                                                 |
|  |                                                                       |
|  | Anzu wyliei                                                           |
|  |                                                                       |

|  | Caenagnathus collinsi |
|  |                       |
|  | Anzu wyliei           |
|  |                       |

|  | Chirostenotes pergracilis                                             |
|  |                                                                       |
|  | \| \| Caenagnathus collinsi \| \| \| \| \| \| Anzu wyliei \| \| \| \| |
|  |                                                                       |
|  | Caenagnathus collinsi                                                 |
|  |                                                                       |
|  | Anzu wyliei                                                           |
|  |                                                                       |

|  | Caenagnathus collinsi |
|  |                       |
|  | Anzu wyliei           |
|  |                       |

|  | Chirostenotes pergracilis                                             |
|  |                                                                       |
|  | \| \| Caenagnathus collinsi \| \| \| \| \| \| Anzu wyliei \| \| \| \| |
|  |                                                                       |
|  | Caenagnathus collinsi                                                 |
|  |                                                                       |
|  | Anzu wyliei                                                           |
|  |                                                                       |

|  | Caenagnathus collinsi |
|  |                       |
|  | Anzu wyliei           |
|  |                       |

|  | Chirostenotes pergracilis                                             |
|  |                                                                       |
|  | \| \| Caenagnathus collinsi \| \| \| \| \| \| Anzu wyliei \| \| \| \| |
|  |                                                                       |
|  | Caenagnathus collinsi                                                 |
|  |                                                                       |
|  | Anzu wyliei                                                           |
|  |                                                                       |

|  | Caenagnathus collinsi |
|  |                       |
|  | Anzu wyliei           |
|  |                       |

|  | Chirostenotes pergracilis                                             |
|  |                                                                       |
|  | \| \| Caenagnathus collinsi \| \| \| \| \| \| Anzu wyliei \| \| \| \| |
|  |                                                                       |
|  | Caenagnathus collinsi                                                 |
|  |                                                                       |
|  | Anzu wyliei                                                           |
|  |                                                                       |

|  | Caenagnathus collinsi |
|  |                       |
|  | Anzu wyliei           |
|  |                       |

|  | Chirostenotes pergracilis                                             |
|  |                                                                       |
|  | \| \| Caenagnathus collinsi \| \| \| \| \| \| Anzu wyliei \| \| \| \| |
|  |                                                                       |
|  | Caenagnathus collinsi                                                 |
|  |                                                                       |
|  | Anzu wyliei                                                           |
|  |                                                                       |

|  | Caenagnathus collinsi |
|  |                       |
|  | Anzu wyliei           |
|  |                       |

|  | Chirostenotes pergracilis                                             |
|  |                                                                       |
|  | \| \| Caenagnathus collinsi \| \| \| \| \| \| Anzu wyliei \| \| \| \| |
|  |                                                                       |
|  | Caenagnathus collinsi                                                 |
|  |                                                                       |
|  | Anzu wyliei                                                           |
|  |                                                                       |

|  | Caenagnathus collinsi |
|  |                       |
|  | Anzu wyliei           |
|  |                       |

|  | Chirostenotes pergracilis                                             |
|  |                                                                       |
|  | \| \| Caenagnathus collinsi \| \| \| \| \| \| Anzu wyliei \| \| \| \| |
|  |                                                                       |
|  | Caenagnathus collinsi                                                 |
|  |                                                                       |
|  | Anzu wyliei                                                           |
|  |                                                                       |

|  | Caenagnathus collinsi |
|  |                       |
|  | Anzu wyliei           |
|  |                       |

|  | Chirostenotes pergracilis                                             |
|  |                                                                       |
|  | \| \| Caenagnathus collinsi \| \| \| \| \| \| Anzu wyliei \| \| \| \| |
|  |                                                                       |
|  | Caenagnathus collinsi                                                 |
|  |                                                                       |
|  | Anzu wyliei                                                           |
|  |                                                                       |

|  | Caenagnathus collinsi |
|  |                       |
|  | Anzu wyliei           |
|  |                       |

|  | Chirostenotes pergracilis                                             |
|  |                                                                       |
|  | \| \| Caenagnathus collinsi \| \| \| \| \| \| Anzu wyliei \| \| \| \| |
|  |                                                                       |
|  | Caenagnathus collinsi                                                 |
|  |                                                                       |
|  | Anzu wyliei                                                           |
|  |                                                                       |

|  | Caenagnathus collinsi |
|  |                       |
|  | Anzu wyliei           |
|  |                       |

|  | Chirostenotes pergracilis                                             |
|  |                                                                       |
|  | \| \| Caenagnathus collinsi \| \| \| \| \| \| Anzu wyliei \| \| \| \| |
|  |                                                                       |
|  | Caenagnathus collinsi                                                 |
|  |                                                                       |
|  | Anzu wyliei                                                           |
|  |                                                                       |

|  | Caenagnathus collinsi |
|  |                       |
|  | Anzu wyliei           |
|  |                       |

|  | Chirostenotes pergracilis                                             |
|  |                                                                       |
|  | \| \| Caenagnathus collinsi \| \| \| \| \| \| Anzu wyliei \| \| \| \| |
|  |                                                                       |
|  | Caenagnathus collinsi                                                 |
|  |                                                                       |
|  | Anzu wyliei                                                           |
|  |                                                                       |

|  | Caenagnathus collinsi |
|  |                       |
|  | Anzu wyliei           |
|  |                       |

|  | Chirostenotes pergracilis                                             |
|  |                                                                       |
|  | \| \| Caenagnathus collinsi \| \| \| \| \| \| Anzu wyliei \| \| \| \| |
|  |                                                                       |
|  | Caenagnathus collinsi                                                 |
|  |                                                                       |
|  | Anzu wyliei                                                           |
|  |                                                                       |

|  | Caenagnathus collinsi |
|  |                       |
|  | Anzu wyliei           |
|  |                       |

|  | Chirostenotes pergracilis                                             |
|  |                                                                       |
|  | \| \| Caenagnathus collinsi \| \| \| \| \| \| Anzu wyliei \| \| \| \| |
|  |                                                                       |
|  | Caenagnathus collinsi                                                 |
|  |                                                                       |
|  | Anzu wyliei                                                           |
|  |                                                                       |

|  | Caenagnathus collinsi |
|  |                       |
|  | Anzu wyliei           |
|  |                       |

|  | Chirostenotes pergracilis                                             |
|  |                                                                       |
|  | \| \| Caenagnathus collinsi \| \| \| \| \| \| Anzu wyliei \| \| \| \| |
|  |                                                                       |
|  | Caenagnathus collinsi                                                 |
|  |                                                                       |
|  | Anzu wyliei                                                           |
|  |                                                                       |

|  | Caenagnathus collinsi |
|  |                       |
|  | Anzu wyliei           |
|  |                       |

|  | Chirostenotes pergracilis                                             |
|  |                                                                       |
|  | \| \| Caenagnathus collinsi \| \| \| \| \| \| Anzu wyliei \| \| \| \| |
|  |                                                                       |
|  | Caenagnathus collinsi                                                 |
|  |                                                                       |
|  | Anzu wyliei                                                           |
|  |                                                                       |

|  | Caenagnathus collinsi |
|  |                       |
|  | Anzu wyliei           |
|  |                       |

## Levenswijze

### Leefgebied
De habitat van Gigantoraptor bestond uit bossen die een duidelijk nat en droog seizoen kenden. Gigantoraptor was ondanks de naam, die zijn ruimere verwantschap met overige (vleesetende) theropoden aangeeft, vermoedelijk een herbivoor. Bij andere oviraptorosauriërs is wel gespeculeerd dat ze van mosselen of eieren zouden leven maar een dergelijk dieet lijkt bij een dier van de omvang van Gigantoraptor uitgesloten zodat voor de groep als geheel de al eerder vermoedde herbivore levenswijze bevestigd wordt. Het is echter niet geheel duidelijk wat voor plantenmateriaal gegeten werd. De zware kaken zijn geschikt om knollen en wortels te verwerken en de relatief kleine buikholte wijst op een kort spijsverteringstraject dat snel energierijk voedsel kon opnemen. Paul heeft echter geopperd dat het dier met de lange nek vier tot vijf meter hoog in de bomen kon reiken. Het lichte dijbeen en de lange achterpoten zouden dan allereerst aanpassingen zijn om hoogte te winnen. De korte arm was althans voor het vergroten van het verticale bereik van weinig nut. Andere planteneters uit de formatie zijn, behalve Sonidosaurus die ook hoog voedsel kon bereiken, de euornithopoden Bactrosaurus en Gilmoreosaurus die laag boven de grond hun voedsel zochten. 
De studie uit 2017 bevestigde de hypothese dat Gigantoraptor een planteneter was. De onderkaak was tot een beweging in de lengterichting in staat en kon zo plantenmateriaal verscheuren. Dit zou een typische aanpassing zijn van de Caenagnathidae: de Oviraptoridae zouden beter in staat geweest zijn om voedsel te pletten. Latere Caenagnathidae, meer afgeleid dan Gigantoraptor, zouden een maalplaat aan de kaken hebben toegevoegd voor een betere verwerking. Dit zou kunnen samenhangen met een overgang van het eten van zaden naar het verwerken van taaiere plantendelen zoals wortels en knollen. Bij Gigantoraptor is de hefboom van het coronoïde uitsteeksel relatief laag en dat bevestigt dat minder bijtkracht mogelijk was. Aan de andere kant verklaart dit niet waarom de onderkaak zo hoog moest zijn en in absolute zin is de bijtkracht aanzienlijk. Zaden werden dus door de studie nog steeds als mogelijk voedsel gezien. De muil kan een enorme tong geherbergd, mede door het ontbreken van een grote maalplaat, en zulke tongen gebruiken huidige papegaaien om zaden in hun muil te verplaatsen ter pletting. Als laatste punt wees men er op dat een dier met de grootte van Gigantoraptor zijn dieet kan hebben aangevuld met kleine prooidieren en dus vermoedelijk een alleseter was.
Het grootste bekende roofdier uit de formatie is de tyrannosauroïde Alectrosaurus. Deze was met vijf meter lengte geen heel grote vleeseter maar gezien zijn vrij zwakke armen zocht Gigantoraptor zijn heil kennelijk toch in de vlucht. Het is maar de vraag of hij daarbij een erg hoge snelheid wist te bereiken. Bepaalde kenmerken wijzen op een goed loopvermogen: de achterpoten zijn lang ten opzichte van het lichaam als geheel; het onderbeen is lang ten opzichte van het dijbeen; de kleinere voorpoten werken gewichtsbesparend; de staartbasis is zwaar gespierd. De dunne schacht van het dijbeen past echter slecht in dit beeld en moet de maximale krachten die uitgeoefend werden ernstig hebben beperkt. Gigantoraptor was dus geen gespecialiseerd sprinter maar kan een hoge kruissnelheid bereikt en volgehouden hebben om voedsel te zoeken en roofdieren te vermijden. Bij een confrontatie met een predator zullen vooral de grote middelste klauwen van de voet, die door hun kromming en beweeglijkheid gemene wonden konden toebrengen, gebruikt zijn om al trappend de aanvaller af te slaan.

### Voortplanting
Al eerder dan de bekendmaking van Gigantoraptor waren er in Aziatische lagen uit de periode gigantische nesten eieren gevonden met een doorsnede van drie meter. De eieren zelf waren van het oviraptorosaurische type: langwerpig en vrij stomp aan de uiteinden en behoorden met een lengte van veertig à vijftig centimeter tot de grootste die bekend waren. Hieruit was al afgeleid dat er reusachtige oviraptorosauriërs geleefd moesten hebben; Gigantoraptor bevestigde dit — en weerlegde de alternatieve hypothese dat het om eieren van Tarbosaurus zou gaan — en de naam van deze soort werd dan ook al snel met de eieren verbonden. Er is echter geen bewijs voor een direct verband, zoals bij Citipati waarvan (vermoedelijk) wijfjes broedend op nesten gefossiliseerd zijn. Daarbij komen de meeste eieren van dit type uit veel oudere lagen, zodat ze onmogelijk van Gigantoraptor afkomstig kunnen zijn. De eieren zijn benoemd onder het eiergeslacht ofwel oogenus Macroelongatoolithus in de oospecies Macroelongatoolithus xixiaensis. Dit soort eieren wordt regelmatig China uitgesmokkeld en voor zo'n $10.000,- per stuk in het Westen op de markt gebracht. In 2017 werd een embryo of pasgeboren jong dat op een nest van dergelijke eieren was gevonden benoemd als het geslacht Beibeilong.
Kuikens uit een ei van een halve meter lang zouden bij uitkomen al een lengte van ruim een meter gehad hebben. Door onderzoek naar groeilijnen in het scheenbeen is een beeld gekregen van de groeisnelheid in het verdere leven. Een belangrijk deel van de volwassen grootte werd al verkregen in de eerste vier jaar waarna de geslachtsrijpheid bereikt werd, en het groeitempo vertraagde zodat groeilijnen gevormd werden, in het geval van het holotype zeven. Bij de Tyrannosauridae kwam de echte groeispurt dan pas op gang en Xu zag dit afwijkend patroon als een teken dat de basale Maniraptora een rijping kenden als bij de latere leden van hun groep, de vogels. Daarbij was de groeisnelheid in de groeispurt groter dan bij de tyrannosauriden Albertosaurus en Gorgosaurus en vergelijkbaar met die van Tyrannosaurus zodat Gigantoraptor tot de snelst groeiende grote theropoden behoorde.